# آرشاک سوم، پادشاه ارمنستان
آرشاک سوم (ارمنی: Արշակ Գ flourished سده ۴ام میلادی - درگذشته ۳۸۷ میلادی) پادشاه ارمنستان از سلسله اشکانی ارمنستان (آرشاکونی) بود. وی فرزند پاپ و برادر واغارشاک سوم بود. آرشاک سوم پس از وارازدات به پادشاهی ارمنستان رسید.